# ازدواج نابرابر
ازدواج نابرابر (به فرانسوی: Union mal assortie)، (همچنین به عنوان ازدواج ترتیب یافته و وصلت نامناسب شناخته می‌شود؛ به روسی: Неравный брак) یک نقاشی از هنرمند روسی واسیلی پوکیرف است که در سال ۱۸۶۲، بلافاصله پس از فارغ‌التحصیلی وی از مدرسه نقاشی، مجسمه‌سازی و معماری مسکو، ایجاد شد.
این نقاشی در نگارخانه ترتیاکوف در مسکو نگهداری و به نمایش گذاشته شده‌است و در نمایشگاه دانشگاهی در سال ۱۸۶۳ ارائه شد. موضوع آن، اندازه غیرمعمول و دستاورد باشکوه، این هنرمند را قادر ساخت تا بلافاصله یکی از مشهورترین نقاشان در بین نقاشان روسی شود. برای قدردانی از این کار، فرهنگستان عنوان استاد را به وی اعطا کرد.

## توضیحات
این نقاشی به دنبال آیین کلیسای ارتدکس، صحنه عروسی را به تصویر می‌کشد. در یک کلیسای سایه دار، نور پنجره عمدتاً سه چهره، داماد، عروس و کشیش را روشن می‌کند. داماد پیرمردی است که با کت و شلواری زیبا با دست راست خود به یک عصا تکیه داده‌است. صورت چروکیده، چشم‌های کسل کننده، لب‌های بیرون زده، نشان سن-ولادیمیر را در سمت چپ سینه اش می‌پوشاند. نگاه وی به عروس است.
برخلاف داماد، عروس که لباس عروسی بر تن دارد و بسیار جوان و کوتاه قد است. صورت او بیضی شکل است، با موهای قهوه ای ابریشمی احاطه شده‌است و سری محجوب دارد و تأکید بر بی گناهی او است. چهره رنگ پریده از اشک ریخته شده و چشمان فرورفته او را به خصوص می‌توان لمس نمود. در دست چپ خود شمع پائین را نگه داشته و دست راست را به سمت کشیش برده تا بتواند حلقه عروسی را به دست کند.
کشیش، خمیده، با لباس مقدس طلایی، به یک کتاب کلیسا نگاه می‌کند و آماده می‌شود تا انگشتر طلا را روی انگشت عروس بگذارد.
در میان میهمانان، مردی به عنوان میهمان افتخاری، با ابراز نارضایتی در چهره و دست‌های گره خورده بر روی سینه اش، نارضایتی خود را ابراز می‌کند که خودنگاره ای از خود نقاش می‌باشد. شخصیت‌های دیگر نقش جزئی دارند. نقاش آن‌ها را به دو گروه میهمانان داماد و عروس تقسیم می‌کند.